# Михаил Дука Глава Тарханиот
Михаил Дука Глава Тарханиот е изтъкнат византийски пълководец по времето на императорите Михаил VIII и Андроник II Палеолог.
По майчина линия произхожда от български род. Прославя се обаче преди всичко с успешните военни кампании против България и Сърбия. Предприема походи в България против Константин Асен и Яков Светослав (1263), и против Ивайло (1278).
Неговата блестяща кариера, по време на която получава няколко титли и заема ред държавни длъжности, е увенчана с получаването на званието „протостратор“ – 8-та по онова време в йерархията на длъжностите в империята. В края на живота си заема в императорската администрация длъжностите „управител на Тракия“ и „стратег на Запада“.
Неговите военни успехи са прославени от Мануил Фил в поемата „За подвизите на известния чутовен протостратор“, написана скоро след 1305 г.